# Bóbr kanadyjski

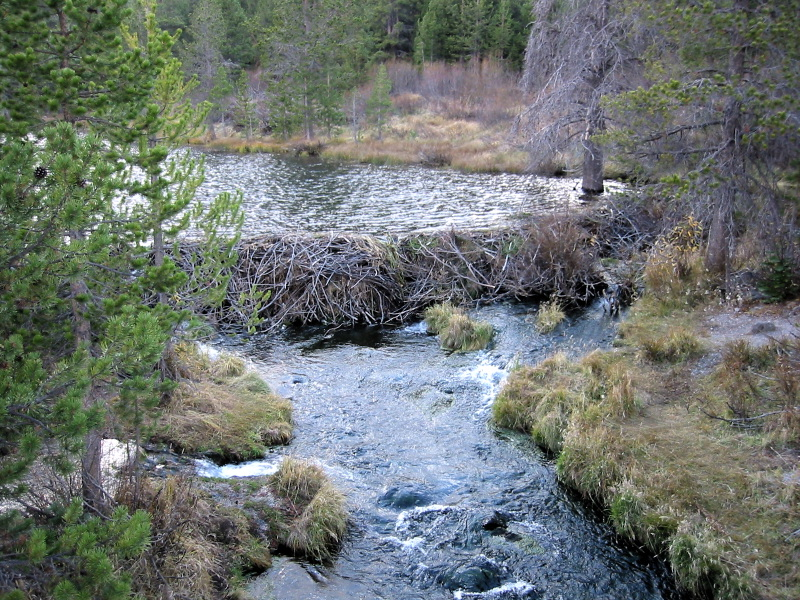
tama zbudowana przez bobry

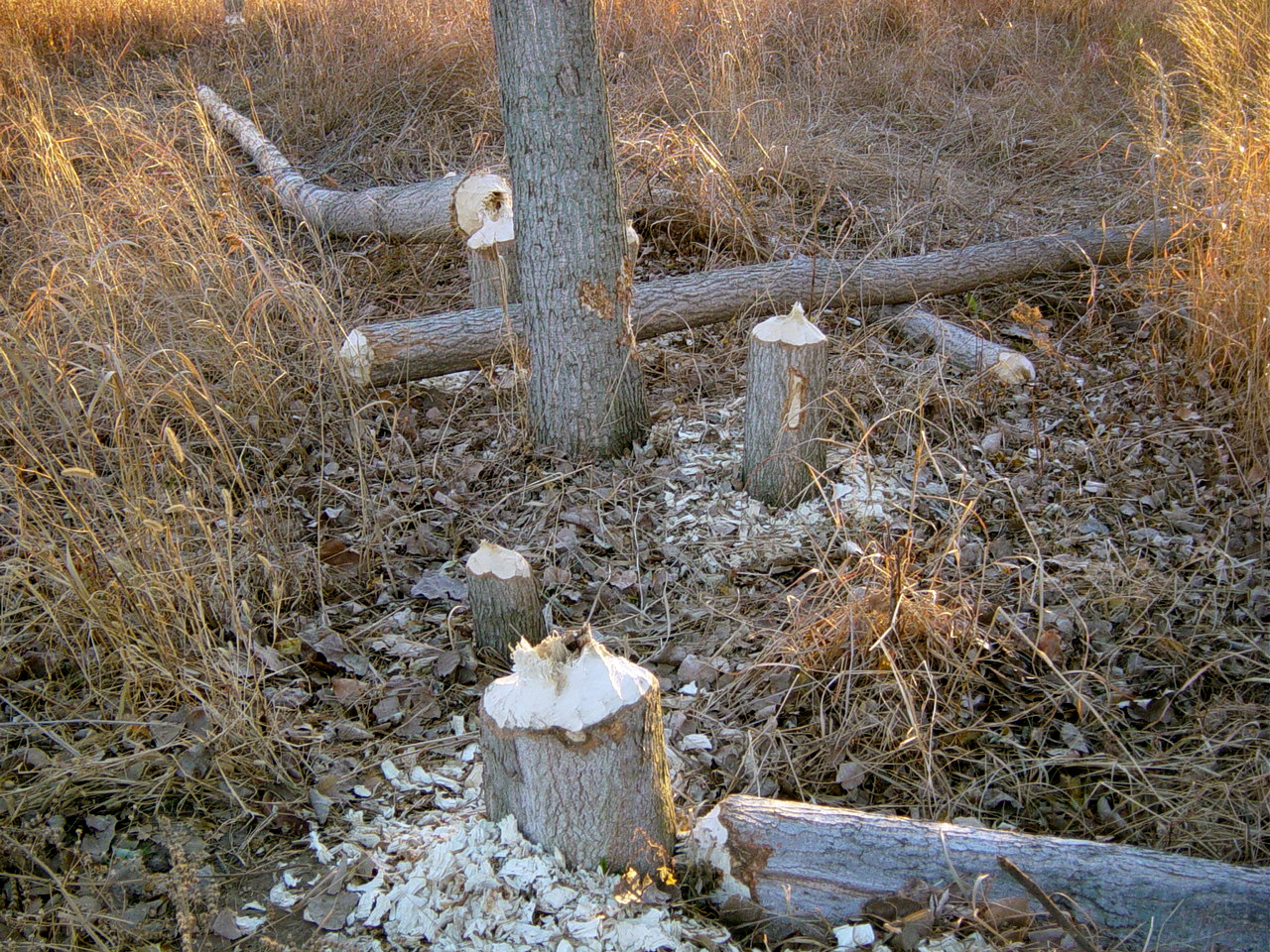
drzewa powalone przez bobry

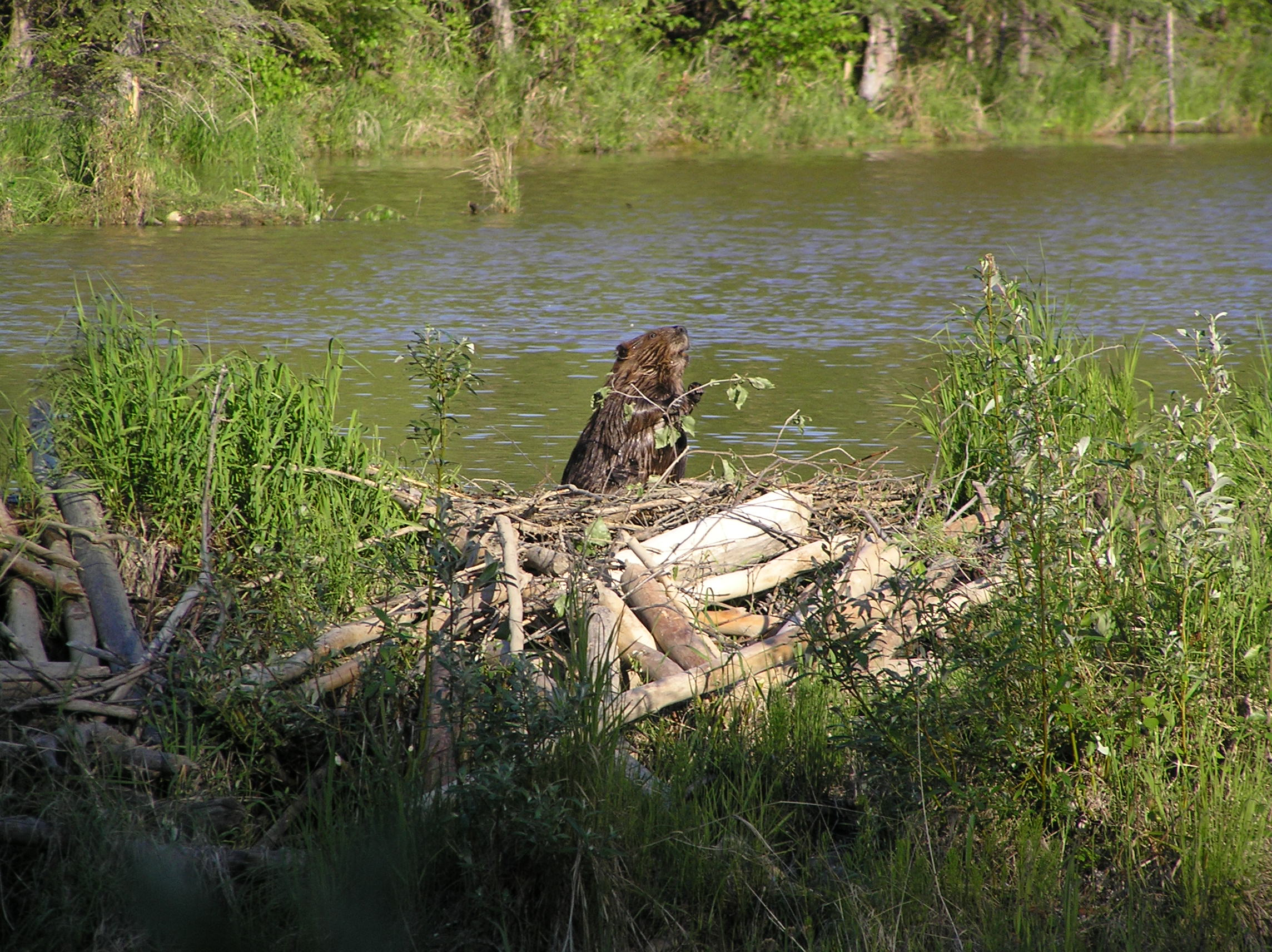
bóbr kanadyjski

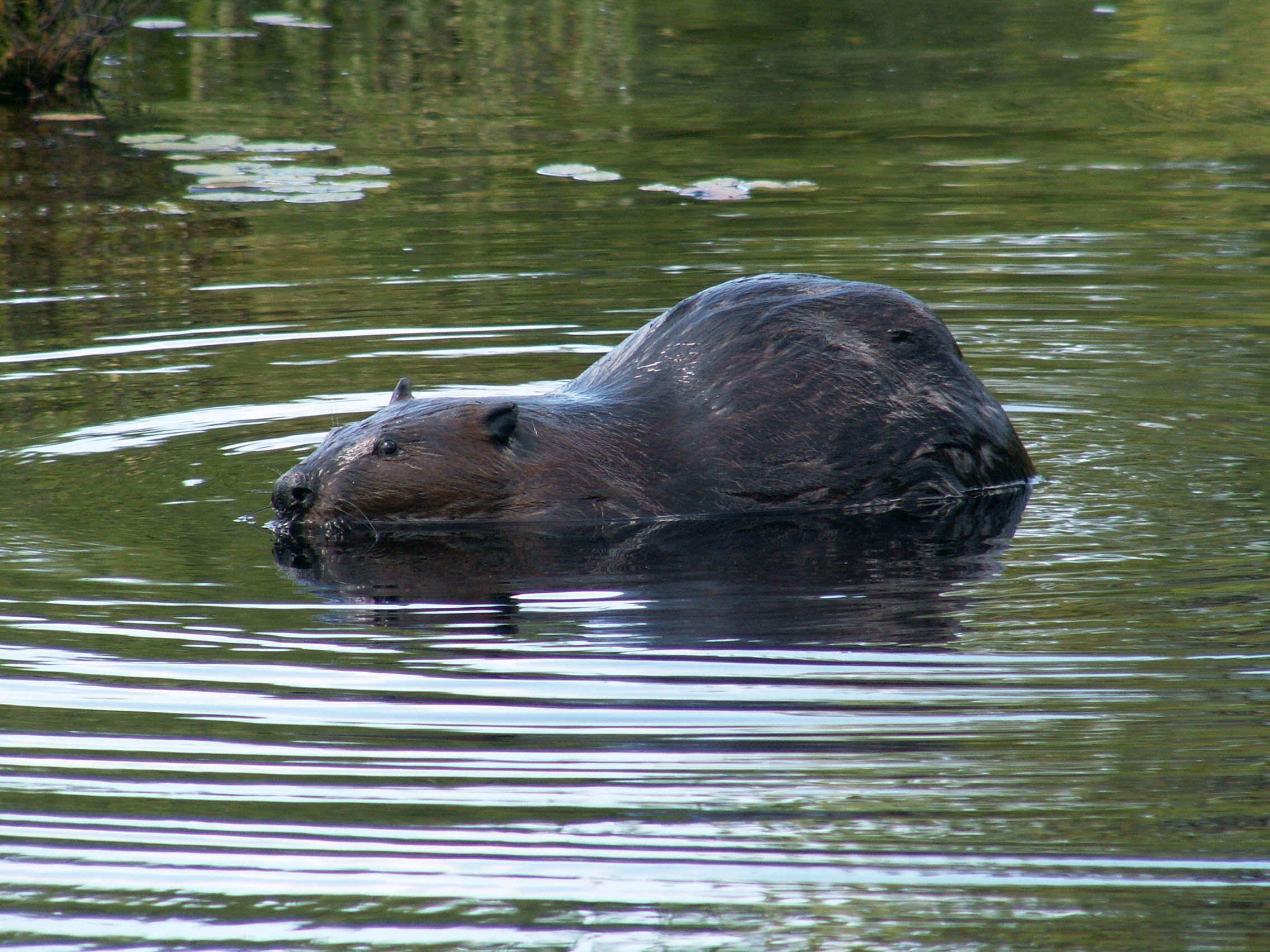
bóbr kanadyjski

Bóbr kanadyjski, bóbr amerykański (Castor canadensis) – gatunek dużego gryzonia z rodziny bobrowatych (Castoridae), blisko spokrewniony z bobrem europejskim (Castor fiber). Jest jednym z dwóch współcześnie żyjących gatunków bobrów. Dawniej bóbr europejski i bóbr kanadyjski uważane były za jeden gatunek.
Gatunek inwazyjny.

## Zasięg występowania
Bóbr kanadyjski występuje w Ameryce Północnej od delty rzeki Mackenzie w Terytoriach Północno-Zachodnich w Kanadzie, na południe przez całą Kanadę i Stany Zjednoczone, z wyłączeniem półwyspu Floryda i suchych części południowego zachodu, do północnego Meksyku (od Kalifornii Dolnej do Tamaulipas). Wprowadzony do Europy (Finlandia, Rosja, środkowa Europa), na Rosyjski Daleki Wschód (Kamczatka i Sachalin) oraz na Ziemi Ognistej w Argentynie.

## Taksonomia
Gatunek po raz pierwszy naukowo opisał w 1820 roku niemiecki przyrodnik Heinrich Kuhl nadając mu nazwę Castor canadensis. Holotyp pochodził z Cieśniny lub Zatoki Hudsona, w Kanadzie.
W przeszłości opisano i stosowano podział na dwadzieścia cztery podgatunki, ale ekstremalna eksploatacja i mieszanie populacji podczas reintrodukcji wydaje się czynić ten podział bezsensownym. Do ponownej oceny podgatunków geograficznych na podstawie różnic morfologicznych wymagana będzie dalsza analiza mtDNA i nDNA. Obecnie nie ma dowodów genetycznych na poparcie istnienia podgatunków C. canadensis. Autorzy Illustrated Checklist of the Mammals of the World uznają ten takson za gatunek monotypowy.

### Etymologia
- Castor: łac. castor, castoris „bóbr”, od gr. κάστωρ kastōr, καστορος kastoros „bóbr”[35].
- canadensis: Kanada, od irokeskiego kanata „osada”[36].

## Morfologia
Wyglądem bóbr kanadyjski przypomina swojego europejskiego kuzyna i przez długi czas uważany był za jego podgatunek. Jednak badania genetyczne wykazały odmienność obu form. Gatunki te różnią się m.in. liczbą chromosomów (bóbr kanadyjski ma ich 40, a nie jak europejski – 48), co powoduje, iż oba gatunki nie mogą się krzyżować.
Tułów bobra kanadyjskiego jest mniej smukły niż europejskiego, także jego klatka piersiowa jest szersza. Nogi ma krótkie, biega ociężale, palce stopy tylnej pary nóg są złączone błoną (co ułatwia pływanie). Głowa krótka z ciemnymi, niewielkimi małżowinami usznymi i położonymi blisko siebie małymi, wypukłymi oczami.
Długość ciała (bez ogona) 80–90 cm, długość ogona 20–30 cm; masa ciała 15–20 kg (rzadko 30–40 kg). Ogon jest szeroki na 13–15 cm (forma europejska posiada węższy ogon), owalny, spłaszczony, z lekko zaostrzonym końcem, pokryty czarnymi, zrogowaciałymi łuskami. Sierść czerwono- lub czarnobrązowa. Duże (do 20–25 mm długości, i do 5 mm szerokości), stale rosnące siekacze, służące do ścinania drzew. Zamykające się uszy i nozdrza są przystosowaniem do trybu życia. U nasady ogona u obu płci gruczoł zapachowy, którego wydzielina służy do oznaczania terenu.

## Ekologia
Zwierzęta te prowadzą ziemno-wodny tryb życia zbliżony do bobra europejskiego. Zamieszkują zalesione pobrzeża rzek. Najczęściej są aktywne nocą, w ciągu dnia pojawiają się rzadko. Zwykle nie oddalają się od wody. Świetnie pływają i nurkują; pod wodą mogą przebywać do 15 minut. Żyją w rodzinach do 8 osobników: pary dorosłych i młodych (do dwóch lat). Bobry kanadyjskie są zwierzętami terytorialnymi: rodziny bronią swojego terytorium i odpędzają od niego innych przedstawicieli gatunku. Granice swojego obszaru bobry oznaczają wydzieliną gruczołów okołoodbytowych, umieszczaną na specjalnie w tym celu usypanych niewielkich kopczykach z błota i mułu.
W razie niebezpieczeństwa ostrzegają się uderzeniami ogona o wodę.
Podobnie jak bobry europejskie żyją w żeremiach, zbudowanych z gałęzi, traw, błota i gliny. Prowadzą do nich podwodne wejścia (zwykle dwa); podłoga pokryta jest korą, trawą i strużynkami drewna. W norach bóbr kanadyjski zamieszkuje znacznie rzadziej niż jego europejski kuzyn. W celu zapewnienia stałego poziomu wody jak szybkości jej przepływu bobry budują na rzekach tamy z pni drzew, gałęzi, kamieni, błota i gliny. Kanadyjskie bobry odznaczają się wielkimi zdolnościami w tym zakresie, to ich budowle są rekordowe pod względem rozmiarów, np. tama na rzece Jefferson w Montanie miała 700 m. długości i utrzymywała ciężar konia wraz z jeźdźcem.
W 2007 r. w Kanadzie, na północy stanu Alberta, na południowym krańcu Buffalo National Park, odkryto największą na świecie tamę zbudowaną przez bobry, liczącą 850 metrów długości. Drugą co do wielkości znaną budowlą tych gryzoni jest licząca 652 metry tama w Three Forks w amerykańskim stanie Montana.
Przewód pokarmowy bobra kanadyjskiego jest dłuższy niż u jego europejskiego kuzyna, co pozwala mu żywić się grubszą karmą. Bobry zjadają głównie korę i łyko miękkich drzew liściastych:
wierzby, klonu, topoli, brzozy, оlchy, оsiki. Spożywają także trawiastą roślinność, przybrzeżną i wodną. W ogrodach zoologicznych chętnie jedzą także bataty, ziemniaki, marchew i sałatę. Bobry robią zapasy na zimę.
Na młode bobry polują wilki, kojoty, baribale, niedźwiedzie grizzli, rosomaki, rysie i wydry. Osobniki dorosłe rzadko są przedmiotem polowań ze strony drapieżników.
Bobry kanadyjskie są monogamiczne, dopiero po ewentualnej śmierci partnera szukają nowego. Samce i samice pełną dojrzałość osiągają w 3 roku życia. Rozmnażają się raz w roku, w zależności od zamieszkiwanego terytorium: w końcu listopada/grudniu – na południu i w styczniu/lutym – na północy. Ciąża trwa 105-107 dni, bobrzęta rodzą się pomiędzy kwietniem a czerwcem. W miocie rodzi się od 1 do 4 młodych, które są dość samodzielne: od razu po urodzeniu widzą, a po 24 godzinach od porodu potrafią pływać. Po urodzeniu młody bóbr waży 250–600 g i ma do 38 cm długości. Matka karmi je mlekiem do 90 dni, choć już w drugim tygodniu życia zaczynają przyjmować pokarm roślinny. Z rodzicami młode pozostają do 2 roku życia, po czym udają się na poszukiwanie własnego terytorium.
Długość życia bobra kanadyjskiego wynosi od 10 do 19 lat.

## Liczebność i znaczenie dla człowieka
W odróżnieniu od bobra europejskiego, który na początku XX w. był gatunkiem praktycznie wytępionym, populacja bobra kanadyjskiego nigdy nie była zagrożona wyginięciem. W Ameryce bóbr kanadyjski nie jest zwierzęciem chronionym; jego liczebność szacuje się na 10–15 mln osobników, choć do czasu rozpoczęcia europejskiej kolonizacji Ameryki zwierząt tych było znacznie więcej. Na bobry w Kanadzie intensywnie polowano dla pozyskania mięsa, a zwłaszcza futra (w okresie największego nasilenia polowań do samej tylko Europy eksportowano średnio 200 tys. bobrowych skórek rocznie). Doprowadziło to w XIX w. do drastycznego spadku liczebności i ograniczenia zasięgu występowania gatunku. W okresie późniejszym dzięki ograniczeniu polowań ich liczebność wzrosła. W ostatnich latach nadmiar bobrów doprowadził na niektórych obszarach do wyrządzania przez nie szkód w środowisku: tamy powodują zalewanie terenów i niszczenie biotopów innych gatunków zwierząt i roślin, uszkadzany lub niszczony jest przybrzeżny drzewostan. Tam jednak, gdzie liczba bobrów jest redukowana przez drapieżniki, ich umiarkowana obecność ma korzystny wpływ na środowisko naturalne, stwarzając możliwości rozwoju różnym gatunkom roślin i zwierząt.
W Europie, gdzie bobrów jest znacznie mniej, zwykle podlegają one ochronie.

## Bóbr kanadyjski w Polsce
W XX w. bobry kanadyjskie pojawiły się w Polsce. Żyły one zapewne tylko w obecnym województwie warmińsko-mazurskim, nad rzeką Pasłęką. Sytuacja ta powstała w wyniku tego, że w 1928 r. Adalbert zu Dohna-Lauck, ówczesny właściciel majątku Reichertswalde, sprowadził z Kanady 6 par bobrów, które umieszczono następnie w hodowli w jednym z leśnych jeziorek, ogrodzonym metalowa siatką. Wiosną 1932 lub 1933 roku, na skutek uszkodzenia ogrodzenia przez krę lodową, kilka osobników wydostało się na wolność. Zwierząt tych nie udało się odłowić. Zadomowiły się w stanie dzikim i szybko zaczęły się rozmnażać na swobodzie. Lokalne populacje powstały na Pasłęce w rejonie Kudyp oraz pomiędzy miejscowościami Szatanki i Gamerki Wielkie. W 1940 r. stwierdzono nawet występowanie bobrów nad Jeziorem Kielarskim, ok. 10 km na południe od Olsztyna.
Do 1945 r. pewna ilość osobników została zabita przez miejscową ludność lub odłowiona (wyznaczona została premia 50 marek za sztukę), jednak prawdopodobnie część tych zwierząt przeżyła. Dodatkowo w 1945 r. kilka bobrów pozostawało w hodowli w Markowie i być może i one wydostały się na wolność w trakcie przejścia frontu.
Bezpośrednio po II wojnie polska służba leśna i pracujący na Warmii przyrodnicy stwierdzili istnienie na Pasłęce kilku stanowisk bobrów. Początkowo przyjęto, że chodzi o bobra kanadyjskiego, jednak badania prowadzone w następnych dziesięcioleciach nie potwierdziły tego. W chwili obecnej bobra kanadyjskiego należy uznać za gatunek prawdopodobnie wymarły na terenie Polski, ponieważ badania kariologiczne wykazały obecność nad Pasłęką jedynie bobra europejskiego.
W Polsce bobry kanadyjskie nie podlegają ochronie gatunkowej.

## Bóbr kanadyjski jako symbol
Bóbr kanadyjski uważany jest za jeden z symboli Kanady (jego wizerunek znajduje się na kanadyjskiej monecie pięciocentowej), ale mimo to w niektórych rejonach tego kraju jest traktowany jako szkodnik. Ponadto uznawany jest także za symbol stanów Oregon i Nowy Jork.